# Amphiprion clarkii
Amfiprion Clarka (Amphiprion clarkii) – gatunek ryby z rodziny garbikowatych, jeden z najbardziej popularnych błazenków.

## Występowanie
Zamieszkuje rafy koralowe w wodach Oceanu Indyjskiego, Pacyfiku zachodniego, Indopacyfiku, Japonii, Zatoki Perskiej itp.

## Budowa i wygląd
Długość ciała dochodzi nawet do 15 cm. Osobnik posiada dwa pionowe, śnieżnobiałe pasy przebiegające na ciemnobrunatnym tle, charakteryzuje się tym, że ogon, płetwa ogonowa i brzuch są ciemnożółte.

## Zachowanie
Ryba jest wszystkożerna; odżywia się planktonem i glonami, jedna para zamieszkuje jeden ukwiał np. Entacmaea quadricolor. Przedstawiciele tego gatunku tworzą trwałe pary i regularnie przystępują do tarła. Doświadczony akwarysta nie powinien mieć problemu z dobraniem pary i rozmnożeniem jej w "domowych warunkach". Amfiriony Clarka krzyżują się z innymi gatunkami błazenków tworząc tzw. hybrydy.